# Ronald Book
Pour les articles homonymes, voir Book.
Ronald « Ron » Vernon Book (né le 5 mars 1937 à Los Angeles et mort le 28 mai 1997 à Santa Barbara, Californie) est un informaticien théoricien américain.

## Biographie
Ronald V. Book est élève du Grinnell College, une école secondaire privée à Grinnell (Iowa). Il obtient son B. A. en 1958. Il étudie les mathématiques à l'université Wesleyenne, une université privée à Middletown (Connecticut), et il obtient une première maîtrise en 1960 et une deuxième maîtrise en 1964. Il commence ensuite des recherches à l'université Harvard sous la direction de Sheila A. Greibach. Il obtient un Ph. D. en 1969 (titre de la thèse : Grammars with Time Functions). En 1970, il publie avec Greibach l'article : « Quasi-realtime languages ».
Book obtient un poste à Harvard puis à l'Université Yale et en 1977, Ron Book est nommé professeur de mathématiques à l'Université de Californie à Santa Barbara (UCSB).
Ronald Book meurt de sclérose en plaques. Sa femme Celia Wrathall est connue pour ses travaux en informatique théorique (par exemple en hiérarchie polynomiale).

## Recherche
En 1993, paraît son livre String-Rewriting Systems coécrit  avec Friedrich Otto. Ce livre contient les résultats les plus importants sur les systèmes de réécriture.
Il travaille également en théorie de la complexité et sur le  problème P ≟ NP. Il introduit en théorie des langages formels les concepts de langage mince. En outre, il  affine la notion de complexité relative en théorie de la complexité, notamment en relation avec l'application de la complexité de Kolmogorov .
Au début des années 1990, Ron Book reçoit un prix de la Fondation Alexander-von-Humboldt pour ses travaux. Ce prix consistait alors à financer un séjour de recherche en Allemagne pendant un an.

## Engagement scientifique
- 1970-1971, Ronald Book est membre du comité exécutif de SIGACT (Special Interest Group on Algorithms and Computation Theory) de l' Association for Computing Machinery
- 1977-1981, il est président de l'Institute of Electrical and Electronics Engineers Technological Committee on Mathematical Foundations of Computer Science
- De 1977 à 1985, il est membre du bureau de l'EATCS (European Association for Theoretical Computer Science).

Parmi les doctorants de Ron Book, il y a :
- Brenda Baker, Université Harvard, 1973
- Ding Zhu Du, Université de Californie à Santa Barbara, 1985
- Colm O'Dunlaing, Université de Californie, Santa Barbara, 1981
- Luquan Pan, Université de Californie, Santa Barbara, 1986
- David Russo, Université de Californie, Santa Barbara, 1985

## Nécrologie
- Maurice Nivat, « Foreword in memoriam Ronald V Book », Theoretical Computer Science, vol. 207 « In memoriam of Ronald V Book », no 1,‎ 1998, xiii-xiv.
- « A summary of Ronald V. Book's scientific research », dans Ding-Zhu Du et Ker-I Ko (éditeurs), Advances in Algorithms, Languages, and Complexity. Dedicated to Professor Ronald V Book to honor and celebrate his sixtieth birthday, Springer, 1997 (DOI 10.1007/978-1-4613-3394-4), xv-xvii et xxiii–xxxiv.
- Ding-Zhu Du et Ker-I Ko, « In memoriam Ronald V. Book », Theoretical Computer Science, vol. 207, no 1,‎ 1998, p. 1–3 et 5-11 (DOI 10.1016/s0304-3975(98)90025-1 ).
- Robert McNaughton, « Contributions of Ronald V Book to the theory of string-rewriting systems », Theoretical Computer Science, vol. 207, no 1,‎ 1998, p. 13–23 (DOI 10.1016/s0304-3975(98)00053-x ).
- « In memoriam: Ronald V. Book », Bulletin of the European Association of Theoretical Computer Science, vol. 63,‎ 1997, p. 292.